# وفاة فرانك سيناترا
وفاة فرانك سيناترا هي رواية صدرت عام 1996 للكاتب مايكل فنتورا.    

## الحبكة
يُطلق سراح شقيقه المصاب بالفصام ألفي من مستشفى الأمراض العقلية ويذهب إلى زيج، رجل العصابات الذي قتل والد روز منذ فترة طويلة ونام مع والدته. بالإضافة إلى عميلة شيطانية تُريد من روز أن يقتل زوجها.